# Galaxy Song
"Galaxy Song" (Canção da galáxia), poucas vezes reconhecida como "Unverse Song" é uma canção dos Monty Python escrita por Eric Idle , que a compôs junto a John Du Prez.  A canção apareceu pela primeira vez no filme de 1983 O sentido da vida e foi disposto no marcado mais tarde no álbum Monty Python Sings. Em 2014 a canção apareceu de novo no palco em Monty Python Live (Mostly).
A canção apareceu originalmente durante o sketch "Transplantes de órgãos vivos". O cirujano (John Cleese), ao não poder convencer à senhora Brown (Terry Jones) para doar seu fígado, abre as portas do refrigerador para revelar um homem que levava um vestido de cor rosa pela manhã (Idle) que a acompanha pelo espaço exterior cantando sobre o universo. Isto leva à senhora Brown a estar de acordo com a proposta do cirujano.

## ‎Ligações externas
- Um estudo de Galaxy Song
- Anotações de Galaxy Song
- Pythonline